# ベター・レイト・ザン・ネヴァー〜真世界への旅
『ベター・レイト・ザン・ネヴァー〜真世界への旅』（原題：Better Late Than Never）は、ジョン・アンダーソンとジャン＝リュック・ポンティを中心とした「アンダーソン＝ポンティ・バンド」が2015年に発表したライブ・アルバム。

## 背景
アンダーソンとポンティは、1974年にイエス（アンダーソンの所属バンド）とマハヴィシュヌ・オーケストラ（ポンティの所属バンド）がテキサスで共演した際に知り合い、1980年代にロサンゼルスで再会した際、アンダーソンは自分がポンティの音楽に敬意を持っており、いつか共演したいと提案したという。そしてアンダーソンは、ポンティが過去に発表した曲「Renaissance」と「Rhythms of Hope」に歌詞とボーカル・メロディを加え、そのMP3ファイルをポンティに送ったことがきっかけで、正式なバンド結成に至った。
当初はジョーダン・ルーデス（ドリーム・シアター）がキーボーディストとして打診されていたが、ルーデスが多忙なため、最終的には1980年代末期から1990年代初頭にかけてポンティのツアーに参加したウォーリー・ミンコが正式キーボーディストとなった。また、本作の元になったアスペン公演では、アンダーソンとの共演経験があるジェイミー・ダンラップがギターを担当したが、ダンラップは本作のボーナスDVDの映像に映っているものの、ギター・パートのオーディオ・トラックはCD、DVDともにジェイミー・グレイザーの演奏に差し替えられた。
「時間と言葉」はイエスの曲のリメイクで、アンダーソンのソロ・ライブと同様、レゲエ・アレンジで演奏された。
本作のCD本編では、大部分の曲で観客の拍手がカットされており、ポンティは「レコードレーベルがラジオでかけるためにスタジオ・アルバム的なスタイルを求めたから、そういうミックスにした。ヨーロッパではライブ・アルバムをラジオでかけることも好まれているから、アメリカ的な手法だね」とコメントしている。

## 反響・評価
キングレコードから発売された日本盤CDは、2015年11月2日付のオリコンチャートで163位を記録した。平野和祥は『YOUNG GUITAR』誌のレビューにおいて「全体的にはイエス的コーラスを多用したプログレ・ポップ作」「ポンティはクラシック奏法寄りの演奏で柔和なメロディーメイカー役に徹しているが、ラストには彼が'70年代に生んだ疾走ハード・フュージョン名曲の改作カヴァーも」と評している。

## 収録曲
特記なき楽曲はジョン・アンダーソンとジャン＝リュック・ポンティの共作。
1. イントロダクション - "Intro" (Wally Minko) - 1:17
2. 希望へのリズム - "One in the Rhythm of Hope" - 4:34
  - ポンティのアルバム『ミスティカル・アドヴェンチャーズ』（1982年）収録曲「Rhythms of Hope」の改作[3]。
3. 静寂のアリア - "A for Aria" (Jon Anderson, Enrico Tomat) - 3:22
  - 新曲。
4. ロンリー・ハート - "Owner of a Lonely Heart" (J. Anderson, Trevor Rabin, Chris Squire, Trevor Horn) - 5:04
  - イエスのアルバム『ロンリー・ハート』（1983年）収録曲。
5. 抒情の時 - "Listening with Me" - 5:39
  - ポンティのアルバム『A Taste for Passion』（1979年）収録曲「Stay with Me」の改作[3]。
6. 時間と言葉 - "Time and a Word" (J. Anderson, David Foster) - 5:30
  - イエスのアルバム『時間と言葉』（1970年）収録曲。
7. 永遠のミラージュ - "Infinite Mirage" - 3:48
  - ポンティのアルバム『秘なる海』（1977年）収録曲「Mirage」の改作[3]。
8. ソウル・エターナル - "Soul Eternal" - 4:58
  - 新曲。
9. 不思議なお話を - "Wonderous Stories" (J. Anderson) - 4:01
  - イエスのアルバム『究極』（1977年）収録曲。
10. 同志 - "And You and I" (J. Anderson, Bill Bruford, Steve Howe, C. Squire) - 3:00
  - イエスのアルバム『危機』（1972年）収録曲。
11. 太陽への回帰 - "Renaissance of the Sun" - 6:36
  - ポンティのアルバム『極光』（1976年）収録曲「Renaissance」の改作[3]。
12. ラウンドアバウト - "Roundabout" (J. Anderson, S. Howe) - 5:27
  - イエスのアルバム『こわれもの』（1971年）収録曲。
13. 愛の使者 - "I See You Messenger" (J. Anderson, Damon Anderson, Sean Anderson) - 3:50
  - 新曲。
14. 真世界 - "New New World" (J. Anderson, Jamie Dunlap) - 3:46
  - アンダーソンのソロ・アルバム『Survival & Other Stories』（2011年）収録曲。

### 日本盤ボーナス・トラック
1. 記憶分子 - "Re-Rembering Molecules" - 5:44
  - ポンティのアルバム『コズミック・メッセンジャー』収録曲「Egocentric Molecules」の改作[6]。

### ボーナスDVD
1. イントロダクション - "Intro"
2. 希望へのリズム - "One in the Rhythm of Hope"
3. 静寂のアリア - "A for Aria"
4. ロンリー・ハート - "Owner of a Lonely Heart"
5. 抒情の時 - "Listening with Me"
6. 時間と言葉 - "Time and a Word"
7. 永遠のミラージュ - "Infinite Mirage"
8. ソウル・エターナル - "Soul Eternal"
9. 不思議なお話を - "Wonderous Stories"
10. 太陽への回帰 - "Renaissance of the Sun"
11. ラウンドアバウト - "Roundabout"

## 参加ミュージシャン
- ジョン・アンダーソン - リード・ボーカル
- ジャン＝リュック・ポンティ - ヴァイオリン
- ジェイミー・グレイザー - ギター、ボーカル
- ウォーリー・ミンコ - キーボード
- バロン・ブラウン - ベース、ボーカル
- レイフォード・グリフィン - ドラムス、パーカッション

アディショナル・ミュージシャン
- ジェイミー・ダンラップ - ギター（DVDの映像のみ）